# Йоганнес Пяязуке
Йоганнес Пяязуке (ест. Johannes Pääsuke; нар. 18 (30) березня 1892, Тарту — пом. 27 грудня (8 січня) 1918, Орша) — естонський фотограф та кінорежисер.

## Фільмографія
- Utotškini lendamised Tartu kohal («Політ Уточкіна над Тарту», 1912)
- Utotškini lend («Політ Уточкіна», 1912)
- Tartu linn ja ümbrus («Місто Тарту та околиці», 1912)
- Ajaloolised mälestusmärgid Eestimaa minevikust («Історична пам'ять естонського минулого», 1913)
- Retk läbi Setumaa («Подорож Сетумою», 1913)
- Karujaht Pärnumaal («Полювання на ведмедя у Пяярну», 1914)